# Kenan Evren
Ahmet Kenan Evren (IPA keˈnan evˈɾen); Alaşehir, 17 de juliol de 1917 - Ankara, 9 de maig de 2015) va ser el setè President de Turquia; un càrrec que assumí mitjançant el cop militar de 1980. Fou també l'últim president que havia nascut en l'Imperi Otomà.

## Biografia
Kenan Evren va néixer a Alaşehir, Manisa. Després d'anar a l'escola primària i secundària a Manisa, Balikesri i Istanbul, estudià a l'institut militar de Maltepe, Ankara. El 1938, es graduà en l'escola de l'exèrcit i el 1949 a l'acadèmia militar com a oficial de personal. Des de 1958 a 1959, serví a la Brigada turca a Corea. El 1964 ascendí a general. Evren desenvolupà diversos diversos càrrecs com Cap de l'Exèrcit. Va ser el comandant de la branca turca d'Operació Gladio; la Contra-guerrilla. La Contra-guerrilla era una força de guerrilles clandestina, anti-comunista, establerta amb el suport de l'OTAN Es convertí en Cap d'Estat Major el març de 1978.

## Cop militar
Els anys anteriors al cop es caracteritzaren per un ferotge conflicte entre grups d'extrema dreta i d'extrema esquerra. Tot esperant veure una revolució comunista, l'extrema esquerra provocava disturbis als carrers; d'altra banda, la dreta nacionalista contraatacava l'extrema esquerra i provocava un despertar religiós. Les universitats havien pres partit, i cadascuna era el feu dels partidaris de la dreta o de l'esquerra. La situació caòtica creada pels grups d'extrema esquerra i d'extrema dreta ha destruït la seguretat pública al país. Els grups comunistes i neofeixistes van intentar mantenir fins i tot els carrers sota el seu control, colpejant o matant qualsevol que no fos un d'ells. Finalment, una concentració anti-laïcista organitzada pels islamistes a Konya el 6 de setembre de 1980 va ser la gota.
Amb el cop d'estat va arribar el Consell de Seguretat Nacional com a òrgan de govern. El consell de 1980 estava format pels comandants Kenan Evren, el cap d'estat major i president de l'estat. El parlament es va dissoldre. En un discurs a Muş l'any 1984, sobre l'execució d'Erdal Eren, un militant comunista suposat de 17 anys, però segons els registres oficials nascut el 1961 acusat d'haver matat un soldat turc, va dir: "Ara, després que l'agafi, el posaré a judici, i després no l'executaré, el cuidaré de per vida. Alimentaré aquell traïdor que va portar una pistola a aquests soldats que durant anys van vessar la seva sang per aquesta pàtria. Estaries d'acord amb això?!"
Després del cop, el 1982, Kenan Evren va ser elegit President de Turquia el 7 de novembre amb l'aprovació, per un 90% dels vots, de la nova constitució, que se sotmeté a un controvertit referèndum, i que reemplaçava l'antiga constitució on, segons ell, hi havia "luxoses" llibertats per a Turquia. Suspengué moltes formes de llibertats civils i drets humans amb l'excusa que calia establir estabilitat. Manifestava gran admiració pel fundador de Turquia, Kemal Atatürk, però tanmateix se l'acusa sovint de deformar el sistema legal del país en contra dels principis d'Atatürk. Durant el seu règim militar, molta gent va ser torturada i executada per causa de les seves creences polítiques.
Evren prengué dures mesures per tal d'assegurar que la divisió entre l'esquerra política i la dreta no comportaria un altre esclat de violència; la constitució nova limitava els drets i despolititzava la joventut.
Segons un informe sobre l'Escàndol de Susurluk de 1996, preparat pel Vicepresident de la Junta d'Inspecció del l'Oficina del Primer Ministre Kutlu Savaş, citat per Human Rights Foundation de Turquia, "S'haurien alliberat feixistes de la presó a canvi d'acabar algunes feines sota el govern d'Evren després del 12 de setembre de 1980".

### Retorn a la democràcia
Les primeres eleccions després del cop d'estat del 1980 a Turquia se celebraren el 6 de novembre de 1983 Es va imposar el Partit de la Mare Pàtria i Turgut Özal fou nomenat primer ministre de Turquia.

## Postpresidència

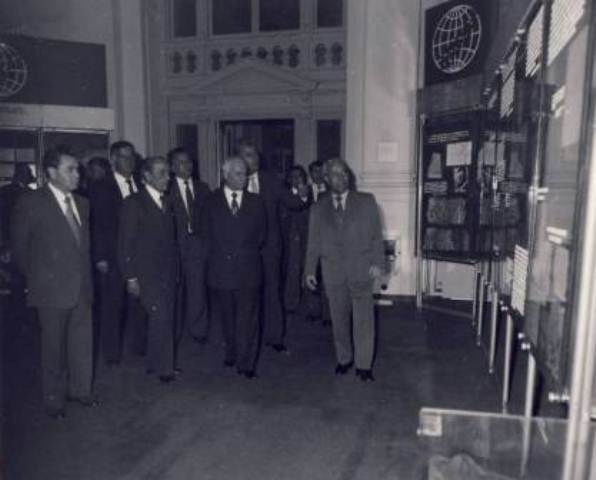
1982

Després de retirar-se de la vida política activa, se n'anà a Armatulan, un complex turístic situat a Marmaris, a la Mediterrànica turca, on es dedicà a la pintura.
El 6 d'agost del 2006 es va informar que s'havia avortat un pla per assassinar Evren, i que s'havia detingut dos homes a Muğla.
Ja s'havia detectat un intent anterior el 1996, quan dos membres del grup d'assassins parlaven per un mòbil intervingut per la policia, i gràcies al fet que es va poder sentir la crida islàmica a l'oració (àdhan) durant la seva conversa. Atès que la diferència de temps entre l'adhan escoltada i la d'Istanbul era d'uns 4-5 minuts, es va buscar un punt una mica més a l'oest d'aquell marge horari. Fou així com els membres de l'escamot d'assassins van ser atrapats al mateix Marmaris.
El 2004, va revelar que la seva filla, Şenay Gürvit, i el seu gendre, Erkan Gürvit, eren membres de l'Organització d'Intel·ligència Nacional. La seva filla presidia les operacions de represàlia en contra de l'organització armada armènia ASALA.
Amb motiu de la mort de Bülent Ecevit, expressà remordiment per l'arrest de líders polítics després del cop del 12 de setembre però defensava el cop mateix i les 35 execucions. Existeix ressentiment civil, i hi ha hagut demandes perquè se'l cridi a donar explicacions, amb motiu de la Investigació Ergenekon.
Evren va ser hospitalitzat per una hemorràgia gastrointestinal massiva el 3 d'agost de 2009, a Yalıkavak, Bodrum, on està situada la seva casa d'estiu. Li va ser implantat un marcapassos provisional quan es trobava a cures intensives a causa d'una bradicàrdia.li va ser extirpat el seu intestí gros una setmana més tard a, Istanbul (Acadèmia de Medicina Militar Gülhane) lloc on se l'havia traslladat. Va ser donat d'alta el 24 de setembre de 2009.

## Guardons
Orde Olímpic d'or